# Style uczenia się
Style uczenia się (ang. learning styles) odnoszą się do szeregu konkurujących i niekiedy kwestionowanych teorii, których celem jest uwzględnienie różnic w uczeniu się poszczególnych osób. Teorie te podzielają pogląd, że ludzi można klasyfikować według ich „stylu” uczenia się, ale różnią się one sposobem definiowania, kategoryzowania i oceniania proponowanych stylów.
Idea zindywidualizowanych stylów uczenia się stała się popularna w latach siedemdziesiątych XX wieku i wywarła ogromny wpływ na edukację pomimo krytyki ze strony niektórych badaczy. Zwolennicy zwracją uwagę, że istnieje wiele dowodów na to, że ludzie wyrażają preferencje co do tego, w jaki sposób wolą otrzymywać informacje (np. słuchowo, wizualnie itp.), i zalecają nauczycielom przeprowadzenie analizy potrzeb w celu ocenienia stylów uczenia się swoich uczniów i dostosowania metody nauczania tak, aby jak najlepiej pasowały do stylu uczenia się każdego ucznia.

## Krytyka
Teorie o stylach uczenia się są jednak krytykowane jako trudne do zastosowania w praktyce (m.in. ponieważ nauczyciele nie są w stanie dokładnie ocenić stylu uczenia się swoich uczniów, a także ponieważ istnieje szereg konkurujących teorii nt. różnych stylów uczenia się). Najbardziej krytycznie są nawet określane jako „mit w edukacji”, ponieważ badaniom potwierdzającym skuteczność tej teorii zarzuca się brak rzetelności, a dodatkowo istnieją badania, które nie potwierdzają, a nawet podważają skuteczność uczenia się poprzez dane style.